# Resurrection (pel·lícula de 1927)

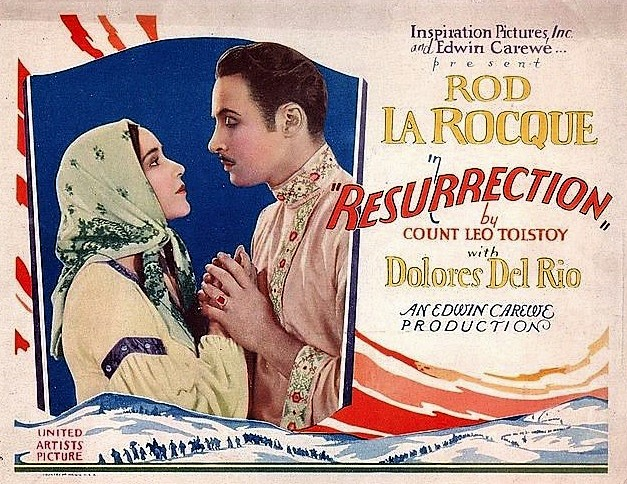
Pòster le la pel·lícula

Resurrection és una pel·lícula muda dirigida per Edwin Carewe i protagonitzada per Dolores del Río i Rod La Rocque. La pel·lícula, basada en la novel·la homònima de Lev Tolstoi (1899), es va estrenar el 14 de març de 1927.

## Argument
El príncep Dimitri Ivanich marxa de Sant Petersburg per passar l'estiu en un districte rural on s'enamora de Katusha, una noia pagesa òrfena que treballa per als seus parents. Més tard, en ruta cap al front de la Guerra russoturca, el regiment de Dimitri acampa prop del poble i ell sedueix Katusha. Ella queda embarassada i quan la seva tia ho descobreix la fa fora de casa. La criatura mor poc després i Katusha, per tal de sobreviure, treballa com a prostituta.
Anys després, Katusha és empresonada acusada d'enverinar i robar un comerciant. Dimitri, forma part del jurat al judici i, sentint-se responsable de com ha acabat la noia, accepta casar-se amb ella. Malgrat que és innocent, ella és desterrada a Sibèria. L'amor entre ells dos reapareix però tot i que ell està disposat a acompanyar-la a Sibèria, ella es nega a casar-se i marxa sola a l'exili.

## Repartiment
- Dolores del Río (Katyusha Maslova)
- Rod La Rocque (príncep Dimitry Ivanich)
- Lucy Beaumont (tieta Sophya)
- Vera Lewis (tieta Marya)
- Marc McDermott (major Schoenboch)
- Clarissa Selwynne (princesa Olga Ivanovitch Nekhludof)
- Eve Southern (princesa Sonia Korchagin)
- Ilya Tolstoy (el vell filòsof)
- Bobby White - (no acreditat)

## Producció
Ilya Tolstoy, fill del gran escriptor rus, va participar en la pel·lícula assessorant en el guió i com a actor. Els exteriors es van rodar durant el nadal de 1926 a Truckee, Califòrnia, i es van acabar a principis del 1927. L'any 1930, la revista The Film Daily considerava “Resurrection” com una de les deu millors pel·lícules de 1927.